# Königliche Menagerie von Versailles

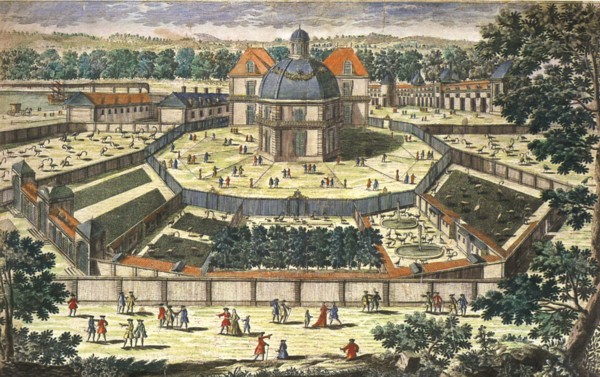
Die von Ludwig XIV. gegründete Menagerie von Versailles, Stich von Pierre Aveline

Die königliche Menagerie von Versailles war das erste große Projekt von Ludwig XIV. in Versailles. Sie wurde noch vor der Schaffung des Grand Canal errichtet. Der 1663 begonnene Bau wurde während der Französischen Revolution aufgegeben und verfiel zu einer Ruine, die heute nicht mehr existiert.

## Bau unter Ludwig XIV.
Mit dem Bau wurde der Architekt Louis Le Vau beauftragt, der 1663 mit den Arbeiten begann. Die Menagerie wurde zwischen 1662 und 1664 am südlichen Ende des späteren Grand Canal entlang der Straße zwischen Versailles und Saint-Cyr-l’École errichtet, aber erst 1668 vollständig fertiggestellt.
Die Menagerie ist um ein achteckiges Gebäude herum angeordnet, das von einer Schieferkuppel gedeckt ist. Dieses Gebäude ist wiederum von einem achteckigen Hof umgeben, der sich zu sieben durch Gitter und Mauern abgetrennten Höfen für Vögel und exotische Tiere öffnet. Ein Balkon umgibt den ersten Stock des Gebäudes und ermöglicht einen Blick auf die verschiedenen fächerförmig angeordneten Gehege. Auf der Vorderseite des Gebäudes befindet sich ein Ehrenhof. Für die allgemeine Anordnung der Gebäude der Menagerie und der Tierhöfe ließ sich Le Vau offensichtlich von der Voliere des römischen Patriziers Gaius Terentius Varro in Casinum inspirieren, die er wahrscheinlich aus einem Kupferstich von Pirro Ligorio kannte. Daraus leitete er die Idee eines Schlosses ab, das in einen Pavillon mündet, dessen Form die um ihn herum angeordneten Gehege nachbilden.
Die Menagerie von Versailles, die als Prunkraum konzipiert war, sollte ein Ort der Pracht und des Staunens sein, an dem exotische und wilde Tiere aus der ganzen Welt entdeckt werden sollten. Es sollte Ziel für Spaziergänge bei großen Festen und Empfängen von Ludwig XIV. werden. Besucher aus dem Europa der Aufklärung sollten unter anderem Kolibris, Papageien und Strauße, einen Elefanten oder ein Dromedar zu sehen bekommen.
Im Gegensatz zur Menagerie im Schloss Vincennes, die Ludwig XIV. 1661 für das Spektakel von Wildtierkämpfen eingerichtet hatte, war die Menagerie von Versailles ein Ort des Vergnügens und der Entdeckung für den Hof, Besucher, Künstler und Wissenschaftler. So wurde die Menagerie nicht nur von Chirurgen, Zoologen oder Präparatoren besucht, sondern auch von Tiermalern wie Pierre Puget oder Nicasius Bernaerts.

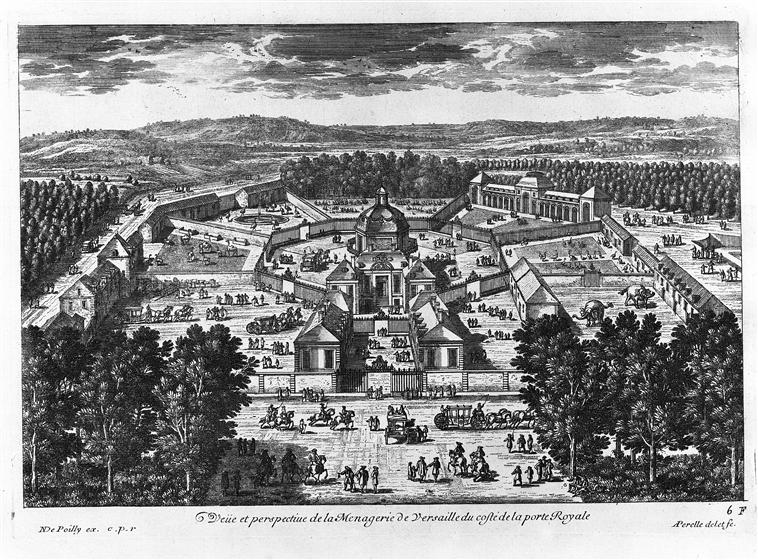
Stich der Menagerie von Adam Perélle nach Nicolas de Poilly aus dem 17. Jahrhundert

Die Menagerie war auch ein politisches Objekt, um die Macht des Königs zu demonstrieren. So beauftragte er seinen wichtigsten Minister Jean-Baptiste Colbert, die exotischen, seltenen und kuriosen Tiere aus der ganzen Welt durch Ankäufe von der französischen Ostindienkompanie zu erwerben. Colbert wandte sich zunächst an Nicolas Arnoult, den Schatzmeister der Galeeren, da die Tiere fast alle über den Hafen von Marseille – und in geringerem Maße auch über den Hafen von Toulon – umgeschlagen werden mussten. Die Sterblichkeit unter den Tieren war jedoch sehr hoch, die meisten überlebten die Reise nicht, zumal wahrscheinlich aus Gründen der leichteren Einfangbarkeit nur sehr junge Tiere verschickt wurden. Um die Sterblichkeit zu verringern, verlangte Colbert ab 1669, dass die Lieferungen nur im Sommer erfolgen sollten. Er forderte von Arnoult auch Felle und Pflanzenessenzen für Versailles und bat ihn daher, eine Person zu benennen, die nur für die Versorgung der Menagerie mit Tieren zuständig war. Dies war Mosnier Gassion, der sich in der Levante, in Ägypten und Tunesien dafür umsah. Er tätigte etwa vierzig Reisen und brachte unter anderem Strauße und Enten aus Ägypten mit. Sein Bruder war in Alexandria stationiert. Ab diesem Zeitpunkt, wahrscheinlich um 1691, wurde der Bestand der Menagerie vielfältiger.
Die Menagerie nahm auch Tiere auf, die dem König als diplomatische Geschenke überreicht wurden, wie eine Elefantenkuh aus dem Königreich Kongo, die 1668 von Peter II. von Portugal geschenkt wurde,. Unter den Geschenken von arabischen Prinzen waren auch Raubkatzen.
Adlige an vielen europäischen Höfen ahmten die Pracht von Versailles nach und gründeten ihre eigenen Menagerien, so im Schloss Chantilly 1663, in Het Loo in den Niederlanden 1672, im Palácio Nacional de Belém in Lissabon 1726, im Retiro-Park in Madrid 1774, im Wiener Schloss Belvedere 1716 und Sanssouci in Potsdam.
Ludwig XIV., der mit Ende 50 der exotischen Tiere überdrüssig wurde, ließ die Menagerie 1698 von Jules Hardouin-Mansart vergrößern und restaurieren, um sie der damals 12-jährigen Maria Adelaide von Savoyen zu schenken, die ein Jahr zuvor als Ehefrau des Dauphins Louis de Bourbon, duc de Bourgogne, des Enkelsohns des Königs, an den Hof gekommen war. Marie Adelaide  machte die Menagerie auch zu einer Residenz, in der sie nachmittags ihre Freizeit verbrachte. Die Menagerie verfügte nun über einen Lustgarten, einen „kühlen“ Saal mit Wasserspielen und Rocaille-Dekor und eine Kapelle. Hinzu kam ein Bauerngehöft mit Wirtschaftsgebäuden, Ställen, Hinterhof, Taubenschlag, Molkerei und Gemüsegarten.
Maria Adelaide vergnügte sich dort beim Schlagen des Butterfasses und spielte die Bäuerin. Das Lustschloss über der Menagerie machte sie indes zum Schauplatz ihrer Affären.
Im Jahr 1711 brachte der normannische Korsar Jean Doublet zwei Lamas mit, Tiere, die am Hof noch unbekannt waren und als „seltsame männliche und weibliche Schafe“ bezeichnet wurden.
Maria Adelaide starb 1712 im Alter von 26 Jahren an Masern, denen auch einer ihrer Söhne und ihr Ehemann zum Opfer fielen, was den Beginn des Niedergangs der Menagerie einläutete.

## Verfall und Ende der Menagerie
Die Menagerie wurde während der Regentschaft seines Nachfolgers vernachlässigt. 1722 wurden ein Elefant und einige wilde Tiere wieder ausgestellt, um den jungen Ludwig XV. zu unterhalten, dem der Graf von Maurepas ein Löwenjunges und einen Tiger schenkte.
Der junge König vernachlässigte die Menagerie – er besuchte sie nur ein einziges Mal – und ließ sich seine eigene experimentelle Menagerie bauen. Die Instandhaltung wurde vernachlässigt, und der Architekt Ange-Jacques Gabriel stellte bereits 1751 den Verfall der Anlage fest. Die Tiere lebten fast frei in den verfallenen Gebäuden, als Ludwig XVI. darüber nachdachte, die geretteten Tiere in den Jardin des Plantes in Paris zu verlegen. Mit der Revolution wurden die meisten Tiere gegessen oder verkauft. 1793 wurden nur noch fünf Überlebende gefunden. Emmanuel Joseph Sieyès erhielt das Anwesen im Jahr 1800 zurück. Die letzten Tiere wurden aus der verfallenen Menagerie in das Muséum national d’histoire naturelle gebracht, wo das eingebürgerte Nashorn von Ludwig XV. gehalten wurde.
Die Menagerie existiert heute nicht mehr, auch wenn auf Luftaufnahmen noch einige Spuren sowie ein Wachhäuschen und ein Nebengebäude in der Nähe der Residenz La Lanterne erkannt werden können.

## Der erste Zoo der Neuzeit
Die Tradition, in der Nähe des Herrschers eine Sammlung exotischer Tiere zu unterhalten, ist bereits seit der Antike bekannt, doch der von Ludwig XIV. in Versailles geschaffene Zoo war ein völlig neues Modell, das in ganz Europa übernommen wurde. Die erste Neuerung bestand darin, dass die Tiere, die in den Gehegen anderer königlicher Residenzen verstreut waren, an einem einzigen, dauerhaften und nicht mehr wandernden Ort zusammengeführt wurden. Außerdem war die königliche Menagerie die erste, die eine Klassifizierung der Tierarten vornahm, wobei jede Tierart in geeigneten Höfen untergebracht wurde. Schließlich wurde die von Le Vau entwickelte echte Szenografie mit ihrem radialen Grundriss und der Ausstrahlung der Höfe von einem erhöhten Aussichtspunkt aus weitgehend nachgeahmt, insbesondere 1752 von Kaiser Franz II. von Habsburg für seinen berühmten Tiergarten Schönbrunn in Wien.

## Sonstige Tierhaltung in Versailles
Außerdem wimmelte es im Schloss von Versailles von tierischem Leben: In den Gemächern der Prinzen und im Vorzimmer des Königs mit seinen Nischen gab es Dutzende von Haustieren: Nasenbären, Quagga, Möpse, Grüne Meerkatzen, Angorakatzen, Aras und Wellensittiche sowie den Kronenkranich, der als „königlicher Vogel“ tituliert wurde.
Zu den Tieren, die am Hof gehalten wurden, zählten außerdem 700 Pferde in den königlichen Ställen sowie 300 Jagdhunde im großen Zwinger.

## Ausstellungen
- Les animaux du roi. Exposition Chateau de Versailles. Sous la direction d’Alexandre Maral et Nicolas Milovanovic. Ed. Liénart, Paris 2021. ISBN 978-2-35906-345-5

## Anmerkung
1. ↑  Aus den Archiven geht hervor, dass der von Peter II. geschenkte Elefant täglich mit 80 Pfund Brot, 12 Pinten Wein und zwei Eimern Suppe gefüttert wurde. Das Tier lebte bis 1681, und der König war bei seiner Sezierung anwesend, bei der sich herausstellte, dass es sich um ein Weibchen und nicht um ein Männchen handelte, wie seit seiner Ankunft in der Menagerie angenommen worden war.